# Frédérik Gauthier
Frédérik Gauthier, född 26 april 1995, är en kanadensisk professionell ishockeyspelare som är kontrakterad till NHL-organisationen Toronto Maple Leafs och spelar för deras primära samarbetspartner Toronto Marlies i American Hockey League (AHL). Han har tidigare spelat på lägre nivå för Océanic de Rimouski i Ligue de hockey junior majeur du Québec (LHJMQ).
Gauthier draftades i första rundan i 2013 års draft av Toronto Maple Leafs som 21:a spelare totalt.

## Statistik
| 2010–2011    | Phénix du Collège Esther-Blondin | LHMAAAQ      | 37  | 7  | 14 | 21  | 6  | 3  | 0  | 0  | 0  | 0  |
| 2011–2012    | Phénix du Collège Esther-Blondin | LHMAAAQ      | 39  | 26 | 25 | 51  | 28 | 13 | 13 | 11 | 24 | 6  |
| 2012–2013    | Océanic de Rimouski              | LHJMQ        | 62  | 22 | 38 | 60  | 26 | 6  | 0  | 2  | 2  | 2  |
| 2013–2014    | Océanic de Rimouski              | LHJMQ        | 54  | 18 | 34 | 52  | 27 | 11 | 3  | 6  | 9  | 6  |
| 2014–2015    | Océanic de Rimouski              | LHJMQ        | 37  | 16 | 16 | 32  | 21 | 20 | 2  | 14 | 16 | 4  |
| 2015–2016    | Toronto Maple Leafs              | NHL          | 2   | 0  | 0  | 0   | 0  | —  | —  | —  | —  | —  |
|              | Toronto Marlies                  | AHL          | 52  | 5  | 11 | 16  | 10 | —  | —  | —  | —  | —  |
| NHL totalt   | NHL totalt                       | NHL totalt   | 2   | 0  | 0  | 0   | 0  | —  | —  | —  | —  | —  |
| AHL totalt   | AHL totalt                       | AHL totalt   | 52  | 5  | 11 | 16  | 10 | —  | —  | —  | —  | —  |
| LHJMQ totalt | LHJMQ totalt                     | LHJMQ totalt | 153 | 56 | 88 | 144 | 74 | 37 | 5  | 22 | 27 | 12 |